# Saint-Daunès
Saint-Daunès foi uma antiga comuna francesa na região administrativa de Occitânia, no departamento de Lot. Estendia-se por uma área de 10,11 km². Em 2010 a comuna tinha 707 habitantes (densidade: 69,9 hab./km²).
Em 1 de janeiro de 2019, ela foi incorporada ao território da nova comuna de Barguelonne-en-Quercy.